# سيرجيو بيزيو
سيرجيو بيزيو (بالإسبانية: Sergio Bizzio)‏ (و. 1956  م) هو مخرج أفلام، وكاتب سيناريو، ومؤلف، وكاتب أرجنتيني.

## وصلات خارجية
- سيرجيو بيزيو على موقع IMDb (الإنجليزية)
- سيرجيو بيزيو على موقع قاعدة بيانات الأفلام العربية
- سيرجيو بيزيو على موقع ألو سيني (الفرنسية)
- سيرجيو بيزيو على موقع أول موفي (الإنجليزية)
- سيرجيو بيزيو على موقع قاعدة بيانات الفيلم (الإنجليزية)
- سيرجيو بيزيو على موقع كينوبويسك (الروسية)